# Liste der Biografien/Broy
Liste der Biografien |
Portal Biografien |
Personensuche
# |
A |
B |
C |
D |
E |
F |
G |
H |
I |
J |
K |
L |
M |
N |
O |
P |
Q |
R |
S |
T |
U |
V |
W |
X |
Y |
Z |
?
 
Ba |
Be |
Bd |
Bg |
Bh |
Bi |
Bj |
Bl |
Bm |
Bn |
Bo |
Br |
Bs |
Bu |
Bw |
By |
Bz
 
Bra |
Brc |
Brd |
Bre |
Brg |
Bri |
Brj |
Brk |
Brl |
Brn |
Bro |
Brp–Brt |
Bru |
Brv |
Bry |
Brz
 
Broa |
Brob |
Broc |
Brod |
Broe |
Brof |
Brog |
Broh |
Broi |
Broj |
Brok |
Brol |
Brom |
Bron |
Broo |
Brop |
Broq |
Bror |
Bros |
Brot |
Brou |
Brov |
Brow |
Brox |
Broy |
Broz
Die Liste der Biografien führt alle Personen auf, die in der deutschsprachigen Wikipedia einen Artikel haben. Dieses ist eine Teilliste mit 16 Einträgen von Personen, deren Namen mit den Buchstaben „Broy“ beginnt.

## Broy
- Broy, Joachim (1921–2003), deutscher Heilpraktiker
- Broy, Manfred (* 1949), deutscher InformatikerManfred Broy (* 1949)

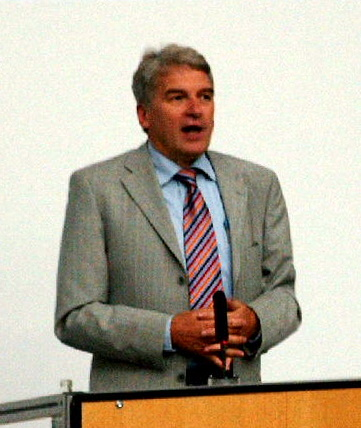
Manfred Broy (* 1949)

### Broya
- Broyard, Anatole (1920–1990), US-amerikanischer Autor und Literaturkritiker

### Broyd
- Broyden, Charles George (1933–2011), britischer Physiker und Mathematiker
- Broydo, Katriel (1907–1945), jüdisch-litauischer Autor, Komponist und Theaterleiter

### Broye
- Broye, Johann (1828–1899), Schweizer Jurist
- Broyer, Michel (* 1946), französischer Experimentalphysiker
- Broyes, Barthélemy de, französischer Adliger
- Broyes, Hugues II de, Seigneur de Broyes, de Beaufort, d’Arc-en-Barrois, de Baye, de Trilbardou et de Charmentray
- Broyes, Hugues III. de († 1199), französischer Adliger
- Broyes, Simon I. de, Seigneur de Broyes, de Beaufort et de Baye

### Broyh
- Broyhan, Cord († 1570), deutscher Erfinder des Broyhan-Bier
- Broyhill, Jim (1927–2023), US-amerikanischer Politiker
- Broyhill, Joel (1919–2006), US-amerikanischer Politiker (Republikanische Partei)

### Broyl
- Broyles, Robert (1933–2011), US-amerikanischer Schauspieler
- Broyles, William junior (* 1944), US-amerikanischer Drehbuchautor